# Nils Posse (död 1603)
Nils Axelsson Posse, född på 1500-talet, död 1603, var en svensk adelsman, häradshövding och slottsloven.

## Biografi
Nils Posse var son till slottsloven Axel Posse på Läckö slott och Anna Axelsdotter (Vinstorpasläkten). Han låg 2 maj 1547 i borgläger på Brunnsbo gård i Åsaka socken och förseglade 1560 Gustav Vasa:s testamente, samt ständernas bevillning 1561. Posse var 6 oktober 1564 häradshövding i Kållands härad och var från 24 juni 1571 till 24 mars 1572 slottsloven på Älvsborgs slott. Han var 1573 slottsloven på Gullbergs fäste, 28 april 1590 häradshövding i Barne härad och 28 april 1590 i Kållands härad, med konfirmerad fullmakt 18 maj 1594. Posse avled 1603, under det han, på hertig Karls befallning, skulle föras fängslig till Läckö slott och begravdes i Tuns kyrka.

### Egendom
Posse ägde Gammalstorp i Tuns socken och Säby i Berga socken.

### Familj
Posse var gift med Anna Kagg (död 1575), dotter till slottsloven Mattias Kagg på Läckö slott och Elin Lindormsdotter (Forstenasläkten). De fick tillsammans barnen ryttmästaren Göran Posse, häradshövdingen Axel Posse (död 1633), Märta Posse (död 1627) som var gift med slottsloven Torsten Lennartsson (Forstenasläkten), Mauritz Posse, Anna Posse, Brita Posse, Elin Posse (1559–1609) som var gift med häradshövdingen Erik Larsson Hård, Maria Posse och Christina Posse.